# Клаудія Полл
Клаудія Полл (ісп. Claudia Poll, 21 грудня 1972) — коста-риканська плавчиня.
Олімпійська чемпіонка 1996 року, призерка 2000 року, учасниця 1992, 2004 років.
Чемпіонка світу з водних видів спорту 1998 року, призерка 1994, 2001 років.
Чемпіонка світу з плавання на короткій воді 1995, 1997 років.
Переможниця Пантихоокеанського чемпіонату з плавання 1993, 1997 років, призерка 1995, 1999 років.